# Combate de Usagre
O Combate de Usagre, travado a 25 de Maio de 1811, durante a retirada do Marechal Soult após a Batalha de Albuera, no âmbito da Guerra Peninsular, foi um combate entre forças de cavalaria pertencentes ao exército aliado - britânicas, portuguesas e espanholas - sob o comando do Major-General William Lumley, e um corpo de cavalaria francesa sob o comando do Major-General Latour-Maubourg. Este combate resultou numa vitória para as tropas aliadas.

## Antecedentes
Soult fracassou na sua tentativa de socorrer as forças francesas que guarneciam a praça de Badajoz (Ver o artigo Cercos de Badajoz na Guerra Peninsular. A derrota sofrida na Batalha de Albuera obrigou-o a regressar à Andaluzia e o cerco daquela praça-forte foi retomado por Beresford. A partir daí era necessário manter Soult tão longe quanto possível para não interferir com as operações de cerco e, para isso, foi organizada uma força para a perseguição das tropas francesas. Mas, logo a seguir à Batalha de Albuera, apenas a cavalaria estava disponível para esta operação. Mais do que uma perseguição, a cavalaria aliada executou uma acção de vigilância e seguiu de perto o exército de Soult. Durante a retirada até Llerena, Soult não conseguiu confirmar se as suas tropas eram perseguidas apenas pela cavalaria que tinham detectado ou se esta era apenas a guarda avançada de um corpo de tropas mais vasto.
Soult avançava devagar devido ao seu grande comboio de feridos, consequência da Batalha de Albuera. A sua retirada estava a processar-se em direcção à Sierra Morena, pela estrada que passava por Llerena. Ao chegar a esta povoação, Soult deu a Latour-Maubourg a missão de, com o seu corpo de cavalaria, atacar a força aliada que os perseguia, obrigá-la a recuar e obter informações sobre a natureza e dimensão da força de perseguição. A cavalaria francesa de Latour Maubourg, depois de obrigar a retirar um corpo de cavalaria espanhola em Villa Garcia, perseguiu-os durante oito quilómetros, em direcção à região de Usagre onde veio a encontrar o corpo de cavalaria sob o comando do Major-General Lumley.

## O campo de batalha

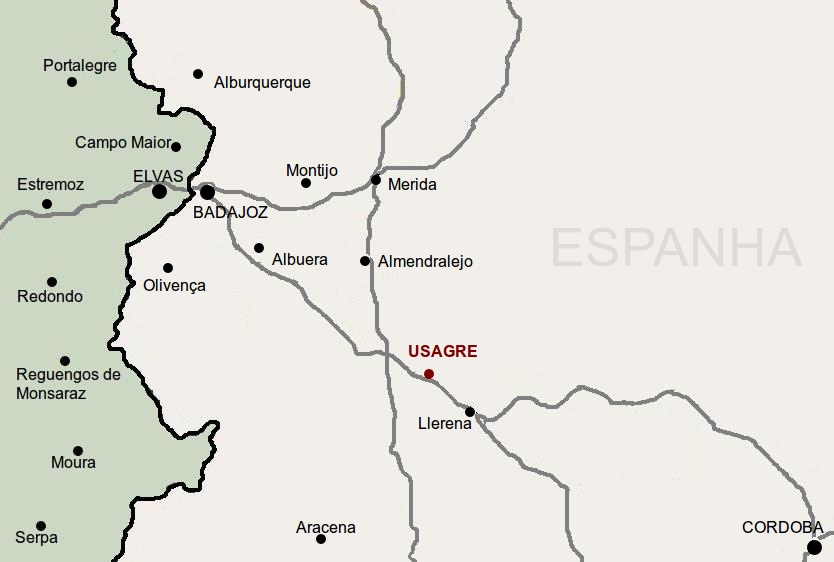
Mapa mostrando a localização da vila de Usagre.

Usagre é uma vila situada a Sudeste de Badajoz, a cerca de 95 Km desta cidade, a 75 Km de Albuera e a 20 Km de Llerena. A região apresenta uma topografia suave que oscila entre os 390 e os 620 m de altitude e é atravessada pela ribeira de Usagre. A vila está situada na margem sul desta ribeira que corre numa ravina bem marcada. Em ambas as margens existem colinas de encostas pouco acentuadas mas, na margem norte, as tropas colocadas atrás dessas colinas, a poucas centenas de metros da ribeira, permanecem invisíveis para um inimigo que avança do lado da povoação, o que era o caso dos franceses. Para atravessar para a margem norte era necessário utilizar uma ponte e o acesso a esta fazia-se por uma rua estreita de Usagre. Do outro lado, a saída da ponte dava para um pequeno desfiladeiro.

## As forças em presença
As forças presentes neste combate eram, nas unidades de manobra, exclusivamente de cavalaria e, em apoio de fogos, ambas dispunham apenas uma bateria de artilharia a cavalo.

### As forças aliadas
A cavalaria aliada actuou sob o comando do oficial britânico Major-General William Lumley. Este corpo de cavalaria era constituído por tropas britânicas, portuguesas e espanholas. Na época em que é travado este combate, as tropas espanholas ainda não estão integradas no exército de Wellington mas, apesar disso, verificaram-se várias situações em que actuaram sob um comando britânico. Foi o caso da Batalha de Albuera em que as forças espanholas aceitaram combater sob comando de Beresford.

#### Forças britânicas
- Corpo de cavalaria, com um total de 980 sabres, eram constituídas por:

- Brigada de Cavalaria sob comando do Coronel George Grey, constituída pelo 3rd Prince of Wales Dragoon Guards e pelo 4th Queen's Own Dragoons;
- 13th Light Dragoons (13º Regimento de Dragões Ligeiros).
- Uma bateria de artilharia a cavalo sob comando do Capitão G. Lefebure.

#### Forças portuguesas
O corpo de cavalaria portuguesa, sob o comando do Coronel Loftus William Otway, era constituído pelos Dragões do Regimento de Cavalaria 1 e do Regimento de Cavalaria 7 e alguns elementos dos Regimentos de Cavalaria 5 e 8, com um total de aproximadamente 950 sabres.

#### Forças espanholas
Corpo de cavalaria sob o comando do General Loy, com um total de 300 sabres.

### Forças francesas
- O corpo de cavalaria francês encontrava-se sob comando do Major-General Latour-Maubourg e era constituído por 3 000 sabres distribuídos pelas:

- Brigada de Cavalaria sob comando do Brigadeiro-General Bron, constituída pelos 4º, 20º e 26º Regimentos de Dragões;
- Brigada de Cavalaria sob comando do Brigadeiro-General Bouvier des Eclat, constituída pelos 14º, 17º e 27º Regimentos de Dragões;
- Brigada de Cavalaria Ligeira, sob comando do Brigadeiro-General Briche, formada por quatro regimentos;
- Brigada de Cavalaria sob o comando de Vinot, formada pelo 2º Regimento de Hussardos e o 27º de Caçadores.
- Uma bateria de artilharia a cavalo.

## O combate
Ao tomar conhecimento da aproximação da cavalaria francesa, Lumley enviou para a margem direita (sul) da ribeira de Usagre o 13º Regimento de Dragões Ligeiros e a cavalaria portuguesa. Ambas as forças atravessaram a ribeira em vaus que tinham sido previamente reconhecidos. A sua missão era vigiar o avanço da cavalaria francesa. As restantes unidades de cavalaria mantiveram-se na margem esquerda (norte) da ribeira, onde as colinas aí existentes as mantinham a coberto das vistas do inimigo. A bateria de Lefebure estava posicionada por forma a vigiar a estrada que passava pela ponte em Usagre.

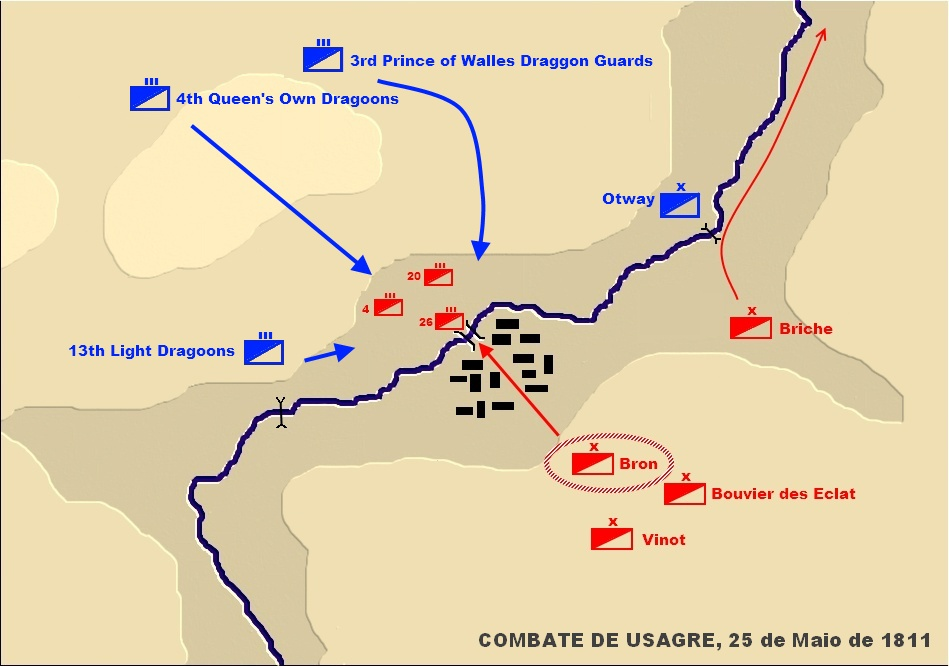
Esquema do Combate de Usagre.

Lumley recebeu a informação de que se aproximava pela estrada uma força de cavalaria francesa. Ao ter conhecimento do inimigo que enfrentava, ordenou que a cavalaria que tinha atravessado para a margem direita da ribeira regressasse à margem esquerda. Como Latour-Maubourg não podia observar a cavalaria que se encontrava para além da linha do horizonte, não tinha ideia da dimensão da força Aliada, não sabia se estava perante uma força constituída apenas pela cavalaria ou se, pelo contrário, incluía também unidades de infantaria. Desta forma, também não podia conhecer as suas intenções.
No entanto, confiante na sua cavalaria, Latour-Maubourg decidiu atravessar a ribeira pela ponte mas não deixou de adoptar medidas de segurança. Antes de avançar com o corpo principal das suas tropas em direcção à ponte, enviou uma força constituída pela Brigada de Briche para a sua direita, a fim de de passar a ribeira pelo vau que tinha sido utilizado pelas tropas de Otway quando retiraram da margem direita. As restantes brigadas deviam aguardar em Usagre até que a cavalaria de Briche tivesse tempo de atingir uma posição no flanco de Lumley. Desta forma poderia encurralar as tropas aliadas entre duas forças. As tropas de Briche seguiram ao longo do rio durante cerca de um quilómetro e meio até ao vau onde podiam atravessar a ribeira mas este estava defendido pelas tropas de Otway. Briche decidiu que não podia arriscar uma travessia numa ravina íngreme em presença de forças inimigas e, por isso, decidiu continuar ao longo do rio com o objectivo de encontrar outro vau, que não estivesse vigiado pelo inimigo. No entanto, ao avançar, as margens tornavam-se mais íngremes e Briche não encontrou nenhum vau que oferecesse a possibilidade de atravessar a ribeira. Esta procura fez com que perdesse muito tempo mas, apesar disso, não informou Latour-Maubourg sobre a sua situação.
Após ter esperado mais de uma hora e não tendo recebido nenhuma notícia de Briche, Latour-Maubourg concluiu que aquela Brigada Ligeira tinha atingido o seu objectivo e, perante isso, ordenou que as restantes tropas avançassem pela povoação para atravessarem a ribeira. A Brigada de Bron seguiu à frente. Os seus 4º e 20º Regimentos atravessaram a ponte e começaram a desenvolver  o dispositivo do outro lado, no declive ascendente, para proteger a passagem das restantes forças. Quando o 26º Regimento, o terceiro a atravessar a ponte, se encontrava a meio caminho, na linha do horizonte apareceram as restantes tropas de Lumley que atacavam em direcção à ponte. Lumeley tinha esperado por esta oportunidade e atacou quando um terço das tropas francesas se encontrava na margem esquerda e as restantes forças atravessavam comprimidas na estreita passagem formada pela rua principal e ponte de Usagre.
O 4th Queen's Own Dragoons laçou um ataque frontal sobre a Brigada de Bron. O 3rd Prince of Wales Dragoon Guards atacou esta mesma brigada de flanco. Este ataque era apoiado à direita por parte da cavalaria portuguesa e à esquerda pela cavalaria espanhola sob o comando de Penne Villemur. Os dois regimentos franceses que já tinham atravessado a ponte - o 4º Regimento que já tinha formado o seu dispositivo no terreno e o 20º regimento que ainda se encontrava em coluna de marcha - foram empurrados para cima do 36º que se encontrava à saída da ponte causando grande confusão entre aquelas tropas. A violência do ataque aliado em breve destruiu qualquer possibilidade de resistência da parte das tropas francesas que, não conseguindo retirar pela estreita e atravancada ponte, fugiram para a esquerda e para a direita, ao longo da margem da ribeira, tendo sido aí perseguidos e aprisionados. Muitos abandonaram as montadas e fugiram para a ponte.
Latour-Maubourg, que se encontrava na outra margem (do lado da povoação), não podia atravessar a ponte para socorrer a Brigada de Bron; mandou desmontar um regimento da sua segunda brigada, distribuiu as tropas pelas casas ao longo da ribeira, por forma a baterem as tropas aliadas do outro lado, sem que tenham conseguido qualquer efeito; com a sua artilharia fez fogo sobre o principal corpo de cavalaria inimigo mas as suas bocas de fogo foram de imediato batidas pela bateria de Lefebure. Assim, Latour-Maubourg teve de se limitar a observar os acontecimentos na outra margem. Das tropas francesas foram mortos ou feridos mais de 250 homens, foram aprisionados 78 e foram capturados numerosos cavalos. Daqueles prisioneiros, seis eram oficiais e, entre eles encontrava-se o comandante do 4º Regimento francês. As baixas do lado dos aliados foram muito mais leves: menos de 20 soldados.

## Consequências
Latour-Maubourg manteve-se na povoação até ao fim da tarde. Lumley não tentou atacar a povoação pois acabaria por cair numa situação idêntica ou pior que a da Brigada de Briche. Durante cerca de um mês, Usagre foi a linha de demarcação entre o exército de Soult, que se manteve em Llerena, e as forças de cobertura ao cerco de Badajoz.